# 塩森恵子
塩森 恵子（しおもり けいこ、11月20日 - ）は、日本の漫画家。神奈川県横浜市出身。血液型はA型。

## 略歴
千葉県立柏高等学校卒業。1974年、『週刊マーガレット』（集英社）1月15日増刊号に掲載の「雪…雪…雪」でデビュー。以後、同誌で活動。1980年代後半から『ヤングユー』『YOU』（いずれも集英社）などで大人の女性向け作品を発表。2010年よりBL同人誌を発行。
日本経済新聞に育児エッセイを発表したことがある。『おとこのこのこ―4人の息子と母の日記 』 講談社 (1995/06) 

## 主な作品
-週刊マーガレット-

1975 雪…雪…雪

1975 歯っかけさんのころ…

1975 Ａ．ＭからＫ．Ｓへ…

1976 31日水曜日

1976 ありがとう涙クン！(連載)

1976 だるまさんころんだ(連載)

1976 リスボンいま秋

1976 よくばり共同組合

1977 爆走恋の500km

1977 ぐみの木物語

1977 ああ花の名門５人組

1977 課外日誌(連載)

1977 コロッケ物語

1977 嵯峨野抄

1978 黒い瞳物語(連載)

1978 気まぐれ雲がとんできた！

1978 空に近いふたり(連載)

1979 希林館通り(連載)

1979 とびきりとばしてミッドナイト

1980 冬には枯れた花を飾り

1980 言問橋純情

1980 響子(連載)

1981 朝食にポップコーン

1981 海のあいつ(連載)

1982 夢であいたい

1982 青空ひとりきり

1982 素顔のままで(連載)

1983 歌だったらスロー・バラード

1983 花・花穂子

1983 あしたは美晴

1983 あしたは美晴　星空の匂い

-ヤング・ユー-

1986 夏のカノン

1987 空がきれい

1988 森をぬけ川を越え

1989 天使のささやき

1989 ハーフ・ムーン(連載)

1990 ロマンシング・ザ・ゲーム　別冊ヤングユー

1991 夜に流れるショパン

1991 グッバイ・メモリー　別冊ヤングユー

-YOU-

1986 淋しくなんかないんだから

1991 はじめてのデート

1991 あたしの夫おれの妻

1999 希林館通りII
 
2000 闇を抱く森(連載)

0200 ガントレット

2001天使の落魄(連載)

2002 Duellist闘う女

2002 ひかりの航跡

2003 恋する魂(連載)

2003 恋する魂～俺たちに明日はある！～(連載)

2004 なんちゃってシンデレラ

2004 いたいけなアフロディーテ(連載)

2005 情熱のアフロディーテ(連載)

2005 永遠のアフロディーテ(連載)

2006 ステップ

2008 ピュア メイプル パンケーキ(連載)

2008 アポロンは陽に背く 別冊YOU

2009 輪舞は終焉にむかう

2009 純情娘ガテン系(連載)

-JOURすてきな主婦たち-

2012 gift -神様の悪戯- (連載)

-ミステリーブラン-

2015 降る光、落ちる、光 (連載)

-ハーレクイン-

2018 今夜からは宿敵の愛人 (作画)

2019 勝気なシンデレラ (作画)

-同人誌-

2014 ある病院のかたすみの小さな物語

-BL同人誌-

2011 I miss you あなたがいなければ…

2011 blanche -追憶-

2012 歩足島へ行こう

2012 歩足島へ行こう アイランド・キッズ

2013 歩足島へ行こう アイランド・キッズ2

2013 歩足島へ行こう サマー・カーニバル 前編

2013 歩足島へ行こう サマー・カーニバル 後編

2013 東京メモリアル

2014 東京へ行こう 前編

2014 東京へ行こう 後編

2014 リュミエールな夜

2015 インフィールドな夜

2015 リラクゼーションな夜

2016 トランジットな夜

2016 トランジットな夜 vol.2

2017 トランジットな夜 vol.3

2017 トランジットな夜 vol.4

2018 トランジットな夜 vol.5

2019 ボディーガードな夜

2016? 地球が滅亡する日